# Фахр ад-Дін
Фахр ад-Дін (*д/н — 26 лютого 1307) — 4-й малік Держави Куртів у 1295—1307 роках.

## Життєпис
Син Рукн ад-Діна II. 1284 року отримав від батька управління Гератом, який перебрався до фортеці Хайсар. Але вже 1288 року відсторонений Рукн ад-Діном II, запроторений до в'язниці. 1295 за клопотанням еміра Навруза з Нікудерійської орди звільнений, Рукн ад-Діна II повалено, а Фахр ад-Дін став повноцінним маліком. Того ж року витримав облогу з боку чагатайського хана Дуви
У 1296 році приєднався до Навруза, коли той підняв повстання проти ільхана Газана. 1297 року з наближенням Газана до Герата перейшов на бік останнього, видавши тому Навруза, що перед тим втік до Куртів. В подальшому вимушен був відбивати набіги беїв Нікудерійської орди. 1299 року в битві за Герат нікудерійці завдали поразки військам Газана, наслідком чого стало визнання Фахр ад-Діном зверхності Нікудерійської орди. Невдовзі також визнав зверхність чагатайського хана Дуви.
У внутрішній політиці Фахр ад-Дін створював благодійні установи, захищав поетів і мудреців, намагався відродити землеробство, ремісництво, сприяв торгівлі.
У 1304 році проти нього виступив ільхан Олджейту, але за допомоги нікудерійців 1306 року в запеклій битві біля Герату завдав супротивникові жорстокої поразки. Але під час другої військової кампанії ільхана проти Герату 1307 року Фахр ад-Дін загинув у битві. Владу спадкував його брат Гіяс ад-Дін.